# بن هالوک
بن هالوک (انگلیسی: Ben Hallock؛ زادهٔ ۲۲ نوامبر ۱۹۹۷) بازیکن واترپلو اهل ایالات متحده آمریکا است.
وی در مسابقات کشوری و بین‌المللی در مجموع برندهٔ ۱ مدال طلا، ۲ مدال برنز شده است.